# Zloți, Cimișlia
Zloți este un sat-stație de cale ferată din cadrul comunei Codreni din raionul Cimișlia, Republica Moldova.
Între Zloți și Cărbuna este amplasată rezervația peisagistică Cărbuna.

## Demografie

### Structura etnică
Structura etnică a localității conform recensământului populației din 2004:
| Grup etnic                    | Populație | % Procentaj |
| ----------------------------- | --------- | ----------- |
| Băștinași declarați Moldoveni | 197       | 85,28%      |
| Ruși                          | 19        | 8,23%       |
| Ucraineni                     | 8         | 3,46%       |
| Găgăuzi                       | 6         | 2,60%       |
| Bulgari                       | 1         | 0,43%       |
| Total                         | 231       |             |